# Sista sekunden / Iscream 7 Showers (musikalbum)
Sista sekunden / Iscream 7 Showers är en split-CD mellan hardcorebanden Sista sekunden (från Sverige) och Iscream 7 Showers (från Japan) som släpptes maj 2007.

## Låtlista
1. "Nutty Clown" - 0.52
2. "Determined" - 0.30
3. "An Ideal Life" - 1.20
4. "Social Eyes" - 1.35
5. "Klick klick" - 2.07
6. "Krigspunk?" - 1.19
7. "Minnen" - 0.43
8. "Kniv i ryggen" - 2.23